# Cerrado
Il Cerrado (portoghese/spagnolo: "chiuso" o "inaccessibile") è una grande savana tropicale e un'ecoregione del Brasile. È caratterizzato da una grande biodiversità di fauna e flora. Secondo il WWF è la savana più biologicamente ricca nel mondo.

## Clima
Il clima tipico del Cerrado è caldo, semi-umido, e stagionale, con inverni secchi da maggio a settembre-ottobre. Le precipitazioni annuali si attestano intorno ai 800-1600 mm. Il suolo è generalmente povero chimicamente.

## Flora

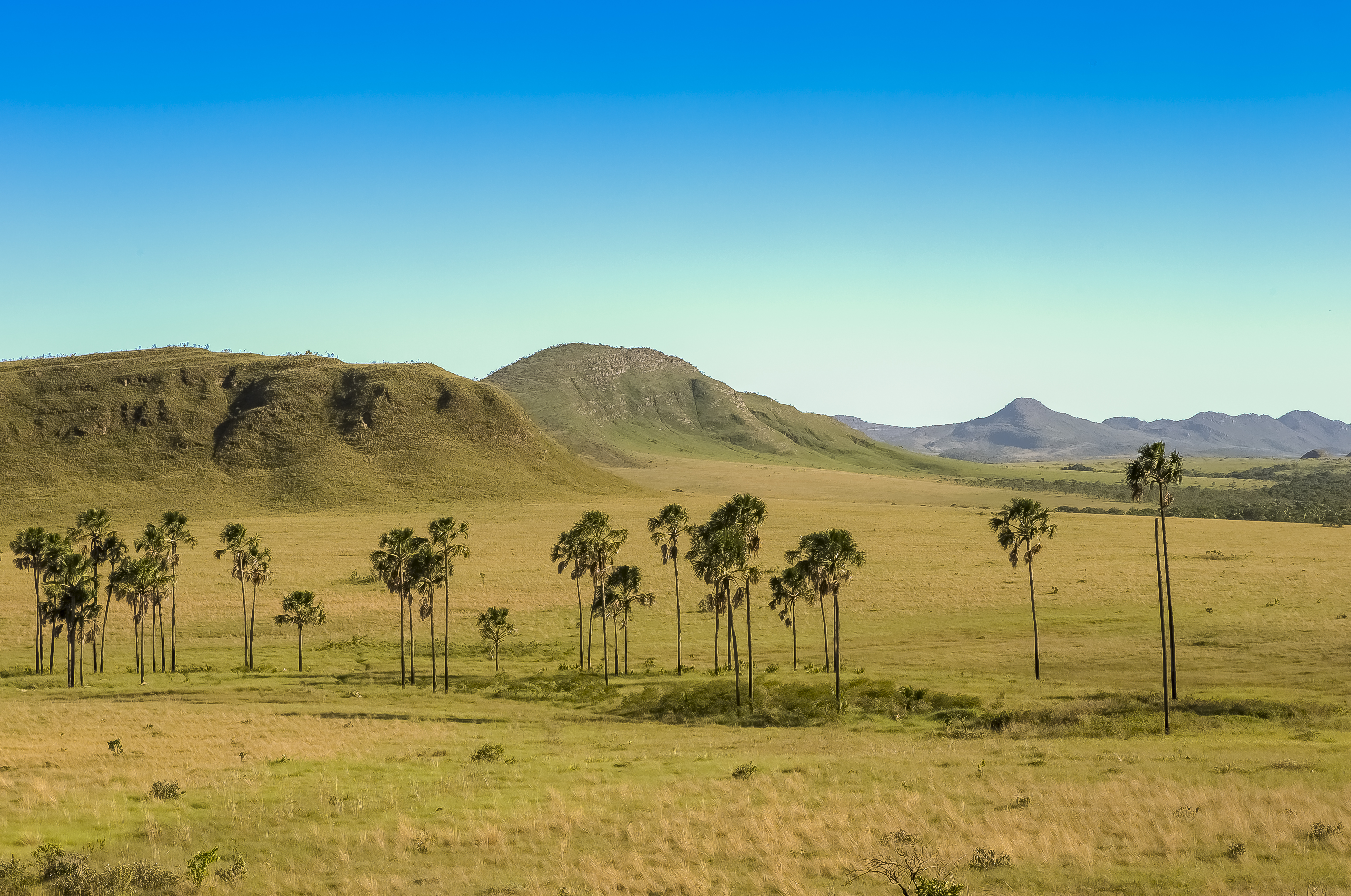
La vegetazione del Cerrado

Il paesaggio del Cerrado è caratterizzato da una savana estesa, foreste e valli. Vi sono campi umidi e sentieri di palmizi "buriti" presso le zone acquatiche. 
La savana non è uniforme in quanto c'è una grande variazione nella quantità di vegetazione erbosa e legnosa; vi sono grandi campi erbosi aperti, i "cerrado", e le foreste chiuse, i "cerradão" (gran cerrado).
Gli alberi del "cerrado" hanno tronchi caratteristici curvati coperti da una corteccia spessa, e foglie appuntite e rigide. Molte piante possiedono radici estese per contenere acqua e assorbire le sostanze nutritive. Le radici e la corteccia spesse servono come difesa dagli incendi periodici della zona. Questo adattamento permette alle piante di rigenerarsi velocemente dopo l'incendio.
La variabilità dello habitat nei diversi tipi di "cerrado" sostiene un gran numero di specie di piante e animali diverse. Alcuni studi stimano che il numero di specie di piante vascolari della zona raggiunga le 10.000 unità.

## Fauna
Nel Cerrado sono state identificate 180 specie di rettili, 113 anfibi, 837 uccelli e 195 mammiferi. Tra gli invertebrati vi sono le termiti e le formiche tagliafoglie ("saúvas"). L'armadillo gigante e il formichiere gigante sono i principali insettivori della zona. Tra gli erbivori vi sono il tapiro brasiliano e il cervo della pampa. I predatori principali sono il crisocione, il coguaro, il giaguaro, l'ocelot e il jaguarundi.

## Storia
Gli abitanti indigeni della regione avevano imparato a sfruttare l'uso del fuoco combinato alla capacità di rigenerazione della vegetazione della zona, per fare spazio a terreni adatti al nutrimento degli animali domestici.
Fino agli anni sessanta, le attività agricolturali nei "cerrados" erano molto limitate, orientate principalmente verso la produzione di bovini per la sussistenza del mercato locale. Dopo il periodo, lo sviluppo della industria della regione sud-est ha obbligato a spostare l'agricoltura nella regione centro-occidentale. Il trasferimento della capitale da Rio de Janeiro a Brasilia fu un importante fattore che attrasse popolazione nella regione. Dal 1975 agli anni ottanta, diversi programmi del governo sono stati lanciati con l'intento di sviluppare le attività nel "cerrado", con sussidi per l'agricoltura. A causa di ciò, la pressione urbana e il rapido sviluppo delle attività agricolturali nella regione hanno contribuito a ridurre la biodiversità dell'ecosistema.

## Agricoltura
Il cerrado era considerato non adatto all'agricoltura fin quando alcuni ricercatori della Embrapa scoprirono che il terreno poteva essere reso fertile con l'aggiunta di quantità corrette di fosforo e calce. I ricercatori crearono anche una varietà tropicale della soia, fino a quel periodo un prodotto da clima temperato.
La regione del "cerrado" fornisce più del 70% dei prodotti ottenuti dall'allevamento dello stato, e grazie alla irrigazione e alle tecniche di correzione del suolo è un centro di produzione di cereali, soia, fagioli, mais e riso.
Il Premio Nobel Norman Borlaug ha definito il Cerrado come uno degli ultimi posti sulla Terra dove ci sono territori arabili in cui l'agricoltura si può espandere ancora.

## Conservazione
Il Cerrado è uno degli ecosistemi più a rischio in Brasile, minacciato dagli effetti delle attività agricole, dagli incendi dolosi e da altre pratiche antropiche. Meno del 3% del territorio è protetto dalla legge.
La conservazione delle risorse naturali dei "cerrados" è rappresentata da diverse categorie di unità di conservazione secondo specifici obiettivi: otto parchi nazionali, alcuni parchi statali e stazioni ecologiche, che coprono circa il 6,5% dell'area totale del Cerrado.